# Кеннет Ніколс
Кеннет Девід Ніколс CBE (англ. Kenneth David Nichols, 13 листопада 1907 – 21 лютого 2000) — генерал-майор офіцер армії Сполучених Штатів та інженер-будівельником, який працював над секретним Манхеттенським проектом, який розробляв атомну бомбу під час Другої світової війни. Працював заступником окружного інженера Джеймса К. Маршалла, а з 13 серпня 1943 року окружним інженером Манхеттенського інженерного округу. Ніколс очолював установку з виробництва урану на інженерно-технічному заводі Клінтона в Оук-Ріджі, штат Теннессі, і установку з виробництва плутонію на інженерно-технічному заводі Хенфорд у штаті Вашингтон.
Ніколс залишався в Манхеттенському проекті після війни, поки його не перейняла Комісія з атомної енергії в 1947 році. З 1946 по 1947 рік він був військовим офіцером зв'язку з Комісії з атомної енергії. Після короткого викладання у Військовій академії Сполучених Штатів у Вест-Пойнті він отримав звання генерал-майора і став начальником проекту спеціального озброєння збройних сил, відповідальним за військові аспекти атомної зброї, включаючи логістику, поводження та навчання. Він був заступником директора відділу з питань атомної енергії, планів і операцій генерального штабу армії, а також був старшим армійським членом військового комітету зв’язку, який працював з Комісією з атомної енергії.
У 1950 році генерал Ніколс став заступником директора Відділу керованих ракет Міністерства оборони США. Був призначений начальником відділу досліджень і розробок, коли був реорганізований у 1952 році. У 1953 році став генеральним директором Комісії з атомної енергії, де сприяв будівництву атомних електростанцій. Відіграв ключову роль у провадженні проти Дж. Роберта Оппенгеймера, яке призвело до скасування дозволу безпеки Оппенгеймера. Пізніше Ніколс став інженерним консультантом на приватних атомних електростанціях.

## Друга Світова війна
У червні 1941 року полковник Джеймс К. Маршалл викликав Ніколса в Сіракузький інженерний округ, щоб той став інженером, відповідальним за будівництво Роумської авіабази. 10 жовтня 1941 року він отримав звання майора, а 1 лютого 1942 року – підполковника, коли Маршалл попросив його взяти на себе додаткові обов’язки інженера, відповідального за будівництво нового заводу з виробництва тротилу на Пенсільванському артилерійському завод у Вільямспорті, Пенсільванія. Над цим проектом Ніколс працював із компаніями DuPont і Stone &amp; Webster як основними підрядниками, а також мав справу з Леслі Гроувзом, тепер полковником, відповідальним за військове будівництво.
У червні 1942 року Ніколс був знову викликаний Маршаллом, цього разу до Вашингтона, округ Колумбія. Маршалл був призначений окружним інженером нового Манхеттенського інженерного округу (MED) і отримав дозвіл укомплектовувати його персоналом за допомогою офіцерів і цивільних осіб, які працювали в Сіракузському інженерному районі, який зараз згортався, оскільки основна частина його будівельної програми наближалася до завершення. Маршалл почав з призначення Ніколса своїм заступником окружного інженера, що набуло чинності, коли 16 серпня 1942 року було офіційно утворено округ Манхеттен.
Першим важливим рішенням, яке постало перед новим районом, який, на відміну від інших інженерних районів, не мав географічних обмежень, був вибір місця будівництва. 30 червня Ніколс і Маршалл вирушили до Теннессі, де зустрілися з офіційними особами Управління долини Теннессі та оглянули перспективні ділянки в передгір’ях Камберлендських гір, які були визначені (скаутами з Управління наукових досліджень і розвитку) як володіючи бажаними атрибутами великої кількості електроенергії, води та транспорту з рідкісним населенням. Було обрано ділянку в Оук-Рідж, штат Теннессі, але Маршалл відклав покупку, поки чекав наукових результатів, які виправдовували повномасштабну установку. Після цього Ніколс відвідав Металургійну лабораторію («Met Lab»), Чиказького університету, де зустрівся з Артуром Комптоном. Бачачи проблеми перенаселеності, Ніколс самостійно організував створення нового експериментального майданчика в Аргоннському лісі, який згодом став Аргоннською національною лабораторією.

## В масові культурі
Ніколса грає Крістофер Манке у фільмі BBC «Оппенгеймер» (1980) та Дейн Де Хаан у фільмі Крістофера Нолана «Оппенгеймер» (2023).